# テミス (小惑星)
テミス (24 Themis) は小惑星帯の小惑星。直径が198kmと大きく、テミス族の最大の小惑星である。イタリアの天文学者アンニーバレ・デ・ガスパリスが1853年に発見した。
ギリシャ神話の神で、ゼウスの二番目の妻であるテミス（Θέμις）から命名された。また、テミスという名は1905年にウィリアム・ヘンリー・ピッカリングが"発見"を主張し、後に不存在が確認された土星の衛星にも命名された。
テミスの表面には炭素化合物を含んだ水の氷が霜の形で存在している。メインベルトの小惑星にこのような特徴が発見されたのはテミスが初めての例である。氷は小惑星の表面に長期間存在できないと考えられているため、天体深部から漏出してきた水蒸気が固体化したという説や、流星塵が引き起こす侵食により地下の氷の層が露出したという説が唱えられている。